# Коржинский, Дмитрий Сергеевич
Дмитрий Сергеевич Коржинский (1 [13] сентября 1899, Санкт-Петербург — 16 декабря 1985, Москва) — советский геолог, петрограф. Один из основателей физико-химической петрологии и минералогии, а также физической геохимии, академик АН СССР (1953; член-корреспондент 1943). Герой Социалистического Труда. Лауреат Ленинской премии (1958).

## Биография
Родился 1 (13) сентября 1899 года в Санкт-Петербурге, в семье ботаника академика С. И. Коржинского (1861—1900).
Получил домашнее образование занимаясь с матерью. За год до поступления в восьмой класс реального училища готовился с приходящими преподавателями. Окончание школы пришлось на первый год гражданской войны (1918).
В 1919 году работал десятником в изыскательской партии в Малоземельной тундре (Кольский полуостров), которая оказалась в зоне оккупации английских интервентов. Сотрудники партии были мобилизованы в контрреволюционную армию, в которой Коржинский служил рядовым-телефонистом. В феврале 1920 года воинская часть восстала, офицеры были арестованы, а солдаты перешли в РККА. В Красной армии Коржинский тоже служил телефонистом в Ленинграде до июля 1921 года.
После сдачи экстерном экзаменов за 1-й курс Ленинградского горного института Коржинский, как студент 2-го курса, был освобождён от службы в армии. В 1926 году окончил Ленинградский горный институт, защитив дипломную работу на тему: «Петрографическое описание пород южного склона Тарбогатая (у пикета Атагая)».
Работал в Геологическом комитете, во Всесоюзном научно-исследовательском геологическом институте.
В 1929—1940 годах — преподаватель и профессор (1940) Ленинградского горного института.
С 1937 года работал в АН СССР.
В 1937 году стал кандидатом наук без защиты диссертации, а в 1938 году успешно защитил докторскую диссертацию на тему: «Факторы минеральных равновесий и минералогические фации глубинности» (учёная степень доктора геолого-минералогических наук). В 1943 году избран членом-корреспондентом АН СССР, а в 1953 году — действительным членом АН СССР.
В 1969—1978 годах — директор-организатор Института экспериментальной минералогии АН СССР на общественных началах.

Могила Коржинского Д.

Умер 16 декабря 1985 года. Похоронен на Кунцевском кладбище.

## Научная деятельность
Изучал геологию месторождений полезных ископаемых Сибири, Средней Азии, Казахстана и Украины, в частности — Кривбасса.
Научные достижения, которые принесли Коржинскому признание как в собственной стране, так и за рубежом:
- Разработка теории и методики анализа парагенезисов минералов на основе нового понятия о термодинамических системах с инертными и вполне подвижными компонентами (1936), на основе которых выведены термодинамические потенциалы этих систем (1949).
- Разработка методов физико-химического анализа природных парагенезисов минералов.
- Развитие физико-химической теории метасоматических процессов.
- Гипотеза фильтрационного эффекта при геологических процессах (1947), подтверждённая экспериментальными исследованиями Л. Н. Овчинникова, В. А. Жарикова.
- Разработка теории кислотно-основного взаимодействия компонентов в водных растворах (1956) и силикатных расплавах (1966).
- Установление обычного вполне подвижного поведения щелочных металлов при формировании магматических пород (1946).
- Развитие теории гранитизации и сходных процессов как процессов «магматического замещения» под воздействием потоков «трансмагматических флюидов» (1952).

Кроме того Коржинским:
- проведено первое стратиграфическое разделение архея Алданского массива и дана характеристика осадочной дифференциации в этом архее (1939);
- спрогнозировано наличие флогопитовых месторождений в архейских толщах Алдана и мощное развитие филлитовидных диафторитов за счёт архейских гранито-гнейсовых пород в Становом хребте;
- подтверждена теория биметасоматического образования флогопитовых и лазуритовых месторождений Прибайкалья (1947).

### Общественно-научная деятельность
Почётный член Геологических обществ США, Болгарии и ГДР, Общества экономических геологов (США), Лондонского геологического общества, Академии естествоиспытателей «Леопольдина» (ГДР).
Председатель Национального комитета геологов СССР (1969), вице-президент минералогического общества СССР (1964).

### Научные труды
Коржинским было впервые использовано разделение химических компонентов геологических систем на инертные (в смысле транспортных свойств) и вполне подвижные (то есть способные свободно перемещаться через границы системы). Такое разделение естественно привело к введению новой термодинамической функции — потенциала Коржинского, имеющей широкое применение при анализе геохимических процессов. Фактически потенциал Коржинского даёт критерий направления протекания реакций в открытых системах, является аналогом большого термодинамического потенциала.

#### Важнейшие публикации
- Углы погасания на универсальном столике Фёдорова. Измерение действительного угла погасания роговых обманок и пироксенов // Известия Геологического Комитета. Том XLVII, № 5. 1928.
- Подвижность и инертность компонентов при метасоматозе // Изв. АН СССР. Сер. геол., 1936, № 1. — С. 35—60.
- Факторы минеральных равновесий и минералогические фации глубинности. Тр. ИГН: вып. 12, 1940. — 99 с.
- Контактовые реакционно-метасоматические месторождения // Докл. АН СССР.,1941. Т. 71. № 1. — С. 143—145.
- Принцип подвижности щелочей при магматических явлениях // Академику Д. С. Белянкину к 70-летию. М.: Изд-во АН СССР.. 1946. С. 242—261.
- Закономерности ассоциации минералов в породах архея Восточной Сибири / Труды ИГН: вып. 61, 1945. — 112 с.
- Биметасоматические флогопитовые и лазуритовые месторождения архея Прибайкалья // Тр. ИГН: вып. 29, 1940. — 164 с.
- Петрология Турьинских скарновых месторождений меди / Труды ИГН: вып. 68, 1948. — 148 с.
- Гранитизация как магматическое замещение // Изв. АН СССР. Сер. геол., 1952. № 2. — С. 56—69.
- Инфильтрационный метасоматоз при наличии температурного градиента и приконтактовое метасоматическое выщелачивание // Зап. ВМО. 1953. Ч. 82; Вып. 3. — С. 161—172.
- Очерк метасоматических процессов // Основные проблемы в учении о магматогенных рудных месторождениях. М.: Изд-во АН СССР, 1955. — С. 332—352.
- Проблемы петрографии магматических пород, связанные со сквозьмагматическими растворами и гранитизацией // Магматизм и связь с ним полезных ископаемых. М.: Изд-во АН СССР. 1953. С. 220—234.
- Режим кислотности послемагматических процессов // Изв. АН СССР. Сер. геол., 1957, № 12. — С. 3—12.
- Физико-химические основы анализа парагенезисов минералов. М.: изд. АН СССР, 1957. — 184 с.
- Факторы минеральных равновесий и минералогические фации глубинности // Тр. ГИН АН СССР, 1940. Вып. 12. Сер. Петр., № 5.
- Кислотно-основное взаимодействие компонентов в силикатных расплавах и направление котектических линий // Докл. АН СССР. 1952. Т. 128. № 2. — С. 383—386.
- Зависимость метаморфизма от глубинности в вулканогенных формациях // Тр. Лаб. вулканологии АН СССР. Вып. 19. 1961. С. 5—11.
- Роль щелочности в образовании чарнокитовых гнейсов // Тр. Вост.-Сиб. геол. ин-та. Сер. геол.; Вып. 5. 1961. С. 50—61.
- Проблема спилитов и гипотеза трансвапоризации в свете новых океанологических и вулканологических данных // Изв. АН СССР. Сер. геол. 1962. № 9. — С. 12—17.
- Метамагматические процессы // Изв. АН СССР. Сер геол.; 1973. № 12. — С. 3—6.
- Теоретические основы анализа парагенезисов минералов. М. : Наука. 1957 (1-е изд.), 1973 (2-е изд.) 88 с.
- Взаимодействие магм с трансмагматическими флюидами // Зап. ВМО. 1977. Ч. 103; Вып. 2. — С. 173—178.
- Метамагматическая сульфуризация в габброидах // Контактовые процессы и оруденение в габбро-перидотитовых интрузиях. М.: Наука. 1979. С. 5—7.
- Зависимость содержаний редких элементов в магматических породах от их щелочности // Изв. АН СССР. Сер. геол.; 1980. № 4. — С. 145—147.
- Вывод уравнения простой диффузионной метасоматической зональности // Доклады Академии наук СССР, № 4, 1952. — С. 8.
- Зависимость метаморфизма от глубинности в вулканогенных формациях. — Тр. Лаб. вулканологии АН СССР, 1961, вып. 19, — С. 5—11.
- Теория метасоматической зональности. М.: Наука, 1969. — 104 с.
- Проблема метасоматизма и метаморфизма / В кн.: Геология рудных месторождений, петрография и минералогия. М.: Наука, 1976, — С. 76—110.

## Награды
- Герой Социалистического Труда (13.03.1969);
- дважды Орден Ленина (19.09.1953; 13.03.1969);
- орден Октябрьской Революции (14.09.1979);
- трижды Орден Трудового Красного Знамени (10.06.1945; 29.04.1963; 17.09.1975);
- медали[4];
- Ленинская премия (1958) — за монографию «Очерк метасоматических процессов» (1955);
- Сталинская премия 2-й степени (1946) — за исследования в области минералогии, результаты которых изложены в монографии «Закономерности ассоциации минералов в породах архея Восточной Сибири» (1945);
- Премия имени А. Н. Карпинского (1949) — за научные труды «Биметасоматические флогопитовые и лазуритовые месторождения архея Прибайкалья» (1947) и «Петрология Турьинских скарновых месторождений меди» (1948);
- Золотая медаль имени В. И. Вернадского (1972)[5];
- Медаль Рёблинга (1980)[6].

## Память
- Именем Коржинского назван минерал коржинскит[кат.][7].
- С 1995 года РАН учреждена премия имени Д. С. Коржинского.
- Лаборатория метаморфизма и метасоматизма ИГЕМ Академии наук с 1997 года носит имя академика Д. С. Коржинского[8]